# Alphonse Féry d'Esclands
Camille-Joseph-Alphonse-Charles, duc Féry d'Esclands, né à Saint-Denis (La Réunion) le 6 juin 1835 et mort à Neuville-lès-Dieppe le 30 août 1909, est un magistrat et « sportsman » français.
Par bref du 9 avril 1898, le pape Léon XIII lui confère le titre de duc romain (noblesse pontificale), héréditaire en primogéniture.

## Biographie

### Famille
La famille bourgeoise des Féry est attestée depuis le XVIIIe siècle aux Arcs et à Draguignan, où elle se signale dans le notariat et le négoce de l'huile. À la fin du siècle, le grand-père d'Alphonse, Marie-François-Hippolyte Féry (v.1763-1823), ancien aide-major au régiment Royal-La Marine, s'est installé sur l'Île Bourbon (La Réunion). Député à l'assemblée provinciale de l'île en 1801, Hippolyte a rajouté à son patronyme « d'Esclands », du nom d'un château  appartenant à sa famille et située à La Motte. Son fils, Louis-Zacharie-Fortuné-Charles Féry d'Esclands (1805-1893), avoué et conseiller général de La Réunion, est le père d'Alphonse et de Caroline (1832-1911), mariée en 1855 au marquis Jean-Marie-Guillaume de Castelnau d'Essenault (1822-1905).
En 1866, Alphonse Féry d'Esclands épouse Marianne-Jérômine-Eugénie de Casabianca, fille de François Xavier Joseph de Casabianca, sénateur et procureur général près la Cour des comptes, dont Alphonse devient le secrétaire particulier peu de temps après. Le ministre Béhic et le duc de Montebello servent de témoins à Alphonse, ceux d'Eugénie étant le maréchal de Canrobert et le sénateur Ernest de Royer, premier président de la Cour des comptes. La cérémonie religieuse est célébrée dans la chapelle du Sénat par l'abbé Deguerry, curé de la Madeleine. Le couple aura trois enfants :
- Élie-François-Xavier (1867-1912), Duc romain ( 2° -1909), officier d'infanterie, époux d'Angèle de Dampierre, il participe aux jeux olympique d'été de 1900 à Paris, discipline épée.. Sans postérité.
- Louise-Eugénie-Caroline (1873-1956), filleule de l'impératrice Eugénie et du prince impérial, épouse d'Armand-Marie-Joseph Soucanye, baron de Landevoisin, maire de Daon, petit-fils du colonel Armand-René Soucanye de Landevoisin
- Paul-Michel-Charles (1875-1969), Duc romain ( 3°- 1912 ), docteur en droit. Sans postérité.

### Carrière professionnelle et activités militaires

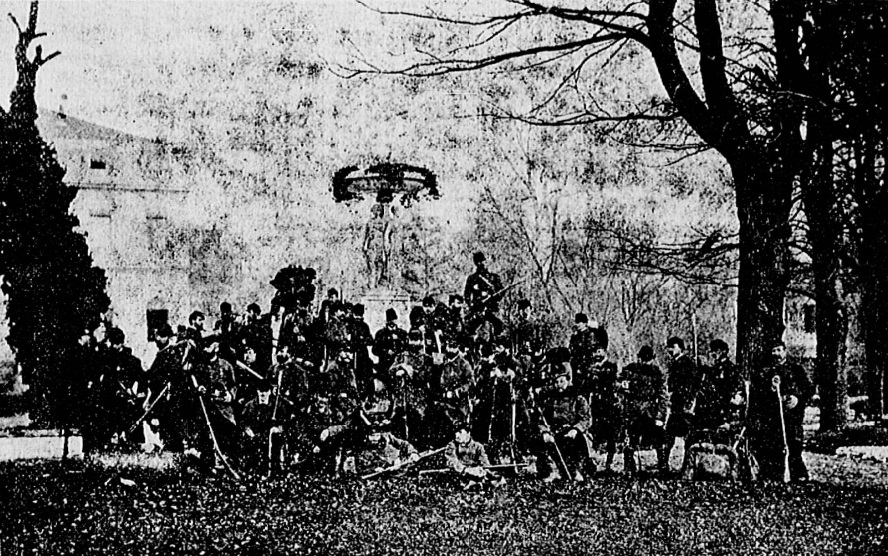
Les tirailleurs-éclaireurs parisiens commandés par Féry d'Esclands (1870).

Bachelier ès-sciences et licencié en droit, Alphonse Féry d'Esclands est employé au ministère des Finances à partir de la fin de l'année 1855. En 1862, il entre comme auditeur à la Cour des comptes, dont il devient conseiller référendaire en 1867. Par la suite, il sera nommé avocat général (1880) puis conseiller-maître (1882) de cette institution.
Volontaire lors de la Guerre franco-allemande de 1870, Alphonse Féry d'Esclands organise en août le corps franc des tirailleurs-éclaireurs parisiens fondé par le baron Travot. Avec le grade de capitaine, il commande cette compagnie qui comprend une soixantaine d'hommes, dont Alphonse Milne-Edwards, Albert Geoffroy Saint-Hilaire et Pierre-Amédée Pichot. Placés sous les ordres du contre-amiral Fleuriot de Langle jusqu'en janvier 1871, les tirailleurs-éclaireurs de la Seine effectuent surtout des missions de reconnaissance dans plusieurs localités autour de la capitale assiégée. Réserviste, Féry d'Esclands commande à partir de 1875 le 44e régiment d'infanterie territoriale puis, dès avant 1887, le 140e régiment d'infanterie territoriale, avec le grade de lieutenant-colonel.
Ces services militaires exceptionnels valent à Féry d'Esclands d'être nommé chevalier de la Légion d'honneur (1871), ordre dans lequel il sera promu officier (1887) puis commandeur (1907).

### Activités sportives et associatives

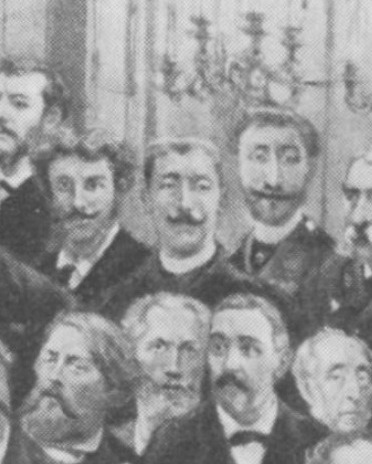
Féry d'Esclands (au centre) assistant à un combat d'escrime (détail d'une gravure d'après un tableau de Régamey).

« Sportsman » pratiquant aussi bien les échecs que la boxe, Féry d'Esclands est surtout réputé en tant qu'escrimeur. Considéré comme une autorité en matière d'affaires d'honneur et de duels, souvent sollicité pour arbitrer des cas litigieux, il a écrit un ouvrage de référence à ce sujet avec son ami Georges Bibesco (Conseils pour les duels à l'épée, au fleuret, au sabre et au pistolet, Paris, Lemerre, 1900). Président exécutif ou honoraire de plusieurs sociétés et institutions sportives (L'Estocade, l'École d'escrime française, le Boxing club de France...), fondateur d'un concours d'escrime, le prix ou challenge Féry d'Esclands, il préside également la salle d'armes du Cercle national des officiers de terre et de mer ouverte dans la rue de Bellechasse en 1887. L'année suivante, il est nommé inspecteur général de l'enseignement de la gymnastique et des exercices militaires dans les établissements du primaire et du secondaire. Officier d'Académie depuis 1876, il a été nommé officier de l'Instruction publique en 1881.
Passionné de chasse, intéressé par la viticulture mais aussi par l'élevage avicole et hippique, Féry d'Esclands préside la Société protectrice des animaux entre 1881 et 1885. Cette même année, il a acquis le château viticole de Paillet en Gironde, auparavant propriété de son père puis de sa sœur. Ces activités lui valent en 1903 la distinction de commandeur du Mérite agricole.

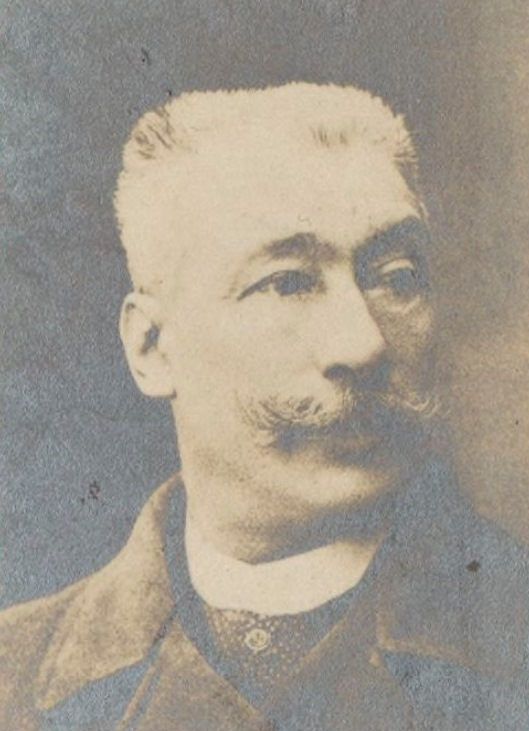
Féry d'Esclands en 1889.

Membre-fondateur de la Ligue des patriotes (LDP), Féry d'Esclands en est élu vice-président, aux côtés d'Alfred Mézières et Henri Marmottan, en mai 1885. En décembre 1887, quelques mois après avoir démissionné de ce poste afin de se consacrer à ses fonctions à la Cour des comptes, il est élu président de la LDP. Celle-ci traverse alors une crise interne, les ligueurs étant divisés par le boulangisme professé par Paul Déroulède. Choisi pour sa neutralité politique et sa réputation d'homme d'honneur, Féry d'Esclands ne parvient pas à empêcher la scission de la LDP, celle-ci étant bientôt quittée par les anti-boulangistes partis fonder l'Union patriotique de France, tandis que les ligueurs boulangistes réinstallent Déroulède à la présidence (mai 1888).
Partisan de l'alliance avec la Russie, Féry d'Esclands devient président de la Société des amis de la Russie en 1889. À ce titre, il est reçu par l'empereur Alexandre III à Saint-Pétersbourg en 1892.
Fervent catholique, Féry d'Esclands préside à partir de 1895 le conseil central français de l'ordre des Avocats de Saint-Pierre. Par bref du 9 avril 1898, le pape Léon XIII le créé duc romain, titre de noblesse pontificale héréditaire en primogéniture. Il portait auparavant le titre de comte.
Le duc Féry d'Esclands meurt en 1909 dans son chalet des Mouettes, à Neuville-lès-Dieppe. Le 
4 septembre, après des obsèques célébrées en l'église Notre-Dame du Pollet, son corps est transporté en Gironde et inhumé dans une chapelle familiale à Paillet, arrondissement de Rions.

## Sources bibliographiques
- C.-E. Curinier, Dictionnaire national des contemporains, t. 5, Paris, Office général d'édition, 1905, p. 61-62.
- Charles Poplimont, La France héraldique, t. IV, Paris, 1874, p. 36-37.
- Albert Révérend (dir.), Annuaire de la noblesse de France, vol. 61, Paris, 1906, p. 138.
- Adolphe Tarvenier, Amateurs et salles d'armes de Paris, Paris, Marpon et Flammarion, 1886, p. 11-16.
- Jules Wigniolle (dir.), Annuaire général héraldique, Paris, 1902, p. 498.